# Editorial Garnier
La Editorial Garnier, también llamada Garnier Hermanos o Garnier frères, fue una editorial francesa fundada en París en 1833 por los hermanos Auguste-Desiré (1812-1887) y Francois-Hippolyte Garnier (1815-1911) en las galerías del Palais Royal número 215. Fue una de las principales editoriales con actividad internacional durante los siglos XIX y XX, trabajando con textos franceses, españoles y portugueses, desarrollando su actividad en Europa y América. Publicó gran cantidad de libros en español, tanto traducciones como obras de escritores españoles. Desempeñó un importante papel en la difusión en América durante el siglo XIX de libros de autores españoles y supuso un lugar de encuentro entre intelectuales españoles exiliados en Francia. En 1889 Antonio Machado y su hermano Manuel, trabajaron como traductores para la editorial Garnier durante su estancia en París. 

## Historia
Fue fundada en 1833 por los hermanos Auguste-Desiré (1812-1887) y Francois-Hippolyte Garnier (1815-1911). En 1887 falleció Auguste-Desiré y quedó François-Hippolyte como único propietario, tras su muerte en 1911, la dirección de la empresa recayó en su sobrino-nieto Auguste-Pierre Garnier (1885-1966), en 1966 la propiedad pasó a sus hijos Jean y Bernard Garnier, los cuales continuaron la actividad de la empresa familiar lanzando colecciones nuevas, entre ella Les Classiques populaires. En 1983 la empresa se declaró en quiebra.

## Selección de publicaciones delsigloXIX
- Dictionnaire national ou Dictionnaire universel de la langue française escrito por Louis-Nicolas Bescherelle.
- Précis de Géographie Universelle ou Description de toutes les partes du monde (Breviario de Geografía universal o Descripción de todas las partes del mundo) por Conrad Malte-Brun.
- Dictionnaire de la conversation et de la lecture de William Duckett.[4]
- Novísimo diccionario de la lengua castellana : que comprende la última edición íntegra del publicado por la Academia Española, y cerca de cien mil voces, acepciones, frases y locuciones..... París : Librería de Garnier Hermanos, 1868.
- Los intereses católicos en América (1859). José Ignacio Eyzaguirre Portales.